# Carlshan
Carlshan ist ein Gemeindeteil der Stadt Bad Rodach im oberfränkischen Landkreis Coburg.

## Geographie
Der Weiler liegt zwischen Breitenau und der bayerischen Landesgrenze zu Thüringen auf einer Hochebene, etwa elf Kilometer nordwestlich von Coburg beziehungsweise sechs Kilometer südöstlich von Bad Rodach. Die Kreisstraße CO 18 von Sülzfeld nach Ottowind führt an dem Ort vorbei.

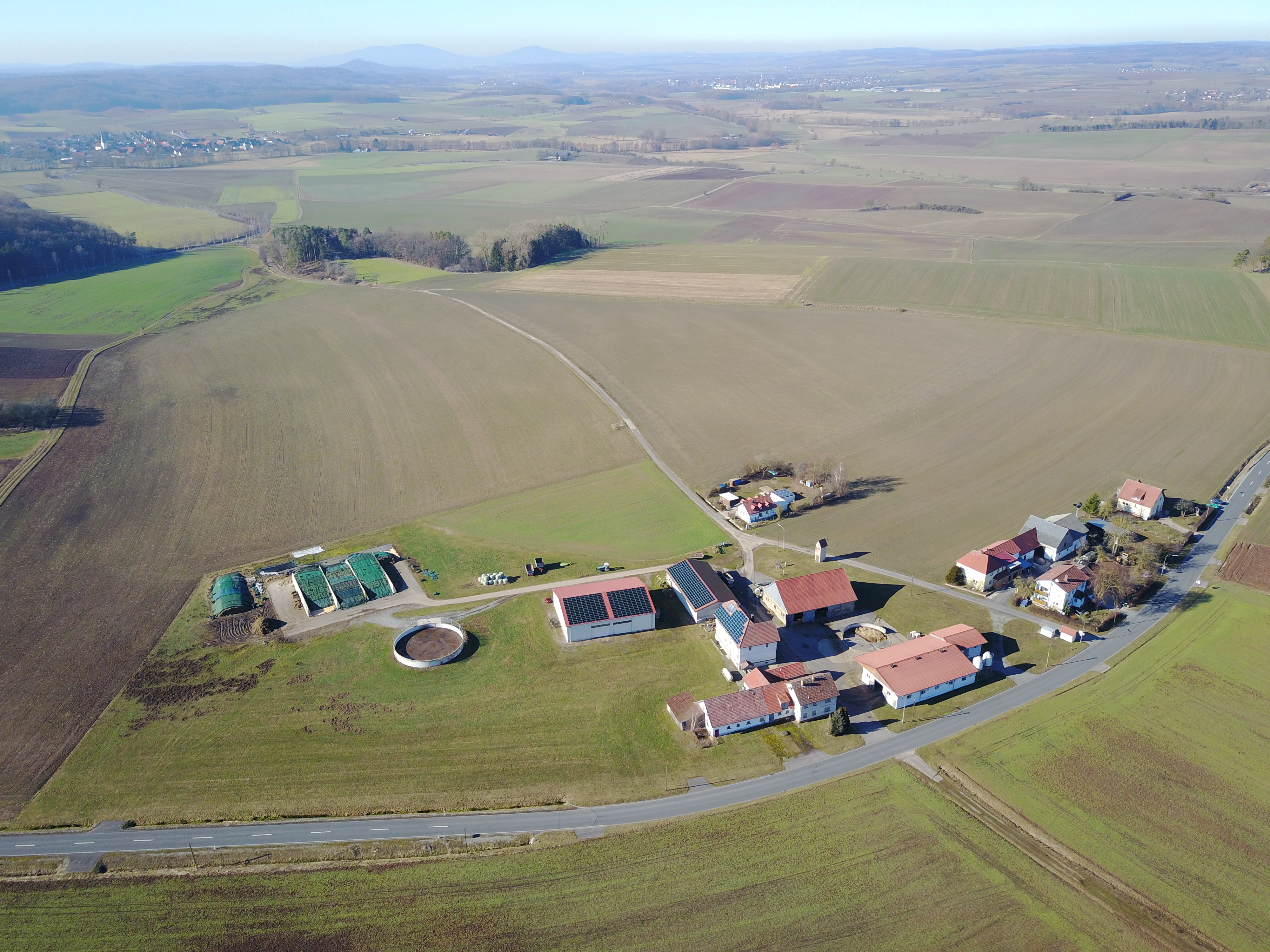
Blick über Carlshan nach Gauerstadt.

Blick in Richtung Osten mit dem Callenberger Forst und Coburg im Hintergrund.

## Geschichte
Die erste urkundliche Erwähnung von Carlshan erfolgte 1340. Ursprünglich siedelte hier wohl ein Carl, der seinen Besitz mit Hecken umfriedete.
Zwischen 1849 und 1854 hatten die Carlshaner Bauern ihre Lehens- und Erbzinsverpflichtungen getilgt. Der Grundbesitz war nun ihr Eigentum. 1857 hatte der Ort 22 Einwohner. Er gehörte zum Schul- und Pfarrsprengel Gauerstadt. Es gab fünf Wohnhäuser, sechs Stadel und ein Schafhaus. Die Bildung einer selbständigen Gemeinde kam Mitte des 19. Jahrhunderts nicht zu Stande, weil die Bewohner aufgrund ihrer Armut nicht zustimmten. Daher wurde Carlshan 1857 mit dem benachbarten Niederndorf zu einer Gemeinde verbunden. 1870 folgte dann die Eingemeindung nach Gauerstadt. Ein herzogliches Kammergut existierte bis 1919. Schulort war bis 1971 Gauerstadt.
Am 1. Mai 1978 wurde Carlshan mit Gauerstadt schließlich nach Rodach bei Coburg eingemeindet und Rodacher Stadtteil.